# 成生 (敷設艇)
| 艦歴     | 艦歴                                                                                  |
| -------- | ------------------------------------------------------------------------------------- |
| 計画     | ③計画                                                                                 |
| 起工     | 1939年3月24日                                                                         |
| 進水     | 1939年8月28日                                                                         |
| 就役     | 1940年6月20日竣工                                                                     |
| その後   | 1945年2月16日戦没                                                                     |
| 除籍     | 1945年4月10日                                                                         |
| 性能諸元 |                                                                                       |
| 排水量   | 基準：720トン、公試：750トン                                                          |
| 全長     | 74.70m                                                                                |
| 全幅     | 7.85m                                                                                 |
| 吃水     | 2.60m                                                                                 |
| 機関     | マン式三号ディーゼル2基2軸 3,600馬力                                                  |
| 速力     | 20.0kt                                                                                |
| 航続距離 | 14ktで2,000浬                                                                         |
| 燃料     | 重油：35トン                                                                          |
| 乗員     | 74名                                                                                  |
| 兵装     | 40mm連装機銃1基2挺 13mm連装機銃1基2挺 爆雷36個、捕獲網8組 （もしくは九三式機雷120個） |

成生（なりゅう）は、日本海軍の敷設艇。測天型敷設艇の4番艇。

## 艦歴
1940年（昭和15年）6月20日三菱横浜船渠にて竣工、舞鶴鎮守府籍。開戦時は大阪警備府の指揮下で同方面の哨戒など実施。その後も大阪、紀伊半島と日本海方面で船団護衛などに従事した。1944年8月1日横須賀鎮守府部隊に編入され以後は父島方面の船団護衛などに従事、1945年1月より串本を拠点として対潜哨戒に従事する。2月16日潮岬沖で米潜セネットの雷撃で沈没した。4月10日に除籍。

## 艇長
艤装員長
- 金井博 少佐：1939年12月20日[3] - 1940年3月1日[4]
- （兼）塚田重夫 大尉：1940年3月1日[4] - 1940年5月1日[5]
- 塚田重夫 大尉：1940年5月1日[5] -

## 同型艦
- 測天 [II] - 白神 - 巨済 - 成生 - 浮島